# Werner (biskup chełmiński)
Werner (zm. 20 października 1291) – biskup chełmiński (OT). 

## Życiorys
Pochodził z diecezji mogunckiej. Nominowany przez papieża na biskupa w 1275. Był świadkiem erygowania i dotacji dla kapituły katedralnej pomezańskiej w Kwidzynie. Wszedł w spór z diecezją płocką, z którą doszedł do porozumienia przekazując jej część ziemi lubawskiej.